# Magnolia (Mississippi)
Magnolia város az USA Mississippi államában, Pike megyében, melynek megyeszékhelye. Lakosainak száma 1883 fő (2020. április 1.).

## Története
A települést 1856-ban alapította Ansel H. Prewett, egy helyi polgári vezető és gyapottermesztő.
A város gyorsan növekedett az 1860-as években, és a tizenkilencedik század végén Magnolia népszerű kisvárosi üdülőhelyként szolgált a gazdag New Orleans-iak számára.

## Népesség
A település népességének változása:

| 2010 | 2 420 |
| 2020 | 1 883 |